# 古代エジプトの宗教
古代エジプトの宗教（こだいエジプトのしゅうきょう）では、古代エジプトで信仰されていた宗教について述べる。
古代エジプトには様々な種類の自然の力を象徴する様々な神々があり、古代エジプト人は、全ての自然の動きと原理に神々の力が作用すると見ていた。

## エジプト原始王朝時代（黎明期、北エジプト、南エジプト）

### バダーリ文化期
雄牛の姿をした女性の小像が、男女の遺体と共に副葬されたが、象牙で粗く作られて男性の姿の小像は、後代の埋葬まで発見されていない。この小像は母なる女神に捧げられたものであるが、果たした役割や名前も、未だ明らかではないものの、この女神に対する信仰がこの時期に大きな影響力を持ち、広く人々の間に浸透していたことは疑いない。
また、上記の小像とは別に、ガゼルやカバ、ウシ、ブタ、雄牛の頭、ワニ、ハエ、魚、ヘビ、ライオンそしてセト神の動物など様々な種類の動物の副葬品も出土している。ナカダ2期の終わりには、王を象徴するハヤブサの姿もこれに加わった。

### ナカダ2期
ナカダ2期の彩文土器の表面には、雄牛の姿をした女性の姿をした旗印を掲げた何隻かの舟が描かれており、そこでは、この女神は、人間の頭と雌牛の角とを持った雌牛の姿をとって、その息子であり愛人でもある若い配偶者を伴っている。彼は、後の時代になると、「彼の母の雄牛」として知られ、王朝時代に入り、彼が豊饒の神であるミン神に発展したのではないかと言われている。先王朝時代の容器の一つには、彼らの神聖な結婚の様子が描かれており、一方儀式の踊りが描かれていたものもあり、これは古代の豊作を祝う祭の場面と思われる。この女神もその配偶者も共に、おそらくは、土地の豊饒や穀物、住民たちなどと密接な関係を持つ神々と見なされていたのであろう。彼らは、生命や死、再生の円環を通じて、来世における生活にも力を持つものと考えられていたようである。
また、この時期から支配者達が特別な力を持つ魔術師として見なされていたことを示していると思われる、いくつかの道具類が大きな墓から発見されている。しかし発見された道具類が、どのように使用されていたのか具体的に知ることはできない。
同時代の終わり頃、政治や宗教において異なる習慣を持った人々を統一し、国家統一への土台を気付いた。それぞれの地域の人々は、一人の首長によって支配され、偶像や象徴の形で表現されていた独自の神を崇拝していた。
その中にあっても、南北両地域で信仰された神々も存在した。しかし政治が発展し、村落が集まって部族を形成し、ノモスという地域に発展した結果、部族の神々が寄り合わさり、ある神は同化し、ある神は他神の追従者となり、ある神は消失していった。
北の王国（下エジプト）は、デルタ地方に中心に治めていた。王国の中心は、コブラの女神ウアジェトが崇拝されていたデプの町（後のブト）の近くのペの王宮であった。赤い国として知られており、その支配者は赤い冠を戴いていた。
南の王国は、アトゥフィーフからジャバル・アル・シルシラまでを治めていた。白い国として知られた南の王国の首都は、エドフの近くネケン（後のヒエラコンポリス）にあり、その守護神はハゲワシの女神ネクベトであった。南の支配者は白い冠を戴いていた。
統一後も、王はこれらの王冠を戴いていた。王冠は、時と場合に応じて被り分けられたり、王の力が南北に行き渡っていることを示すために、二つの王冠を組み合わせた二重王冠を付けたりした。また、国家統一後、ウアジェト女神とネクベト女神は、エジプト王家の守護神となった。
また、南北両地域において、人々が死後を信じる独特の信仰を発展させていったこと、そして、この死後の生活は現世の生活とほぼ同じように考えられていたことなどが明らかとなっている。

## エジプト初期王朝時代（第1 - 2王朝）
紀元前3150年頃、ナルメル王がエジプトを統一した。首都を南のティスの町から、後に「メンフィス」として知られるようになる北の新しい町へと移した。この頃既に王は絶対王権を持ち、王家の守護神であるハヤブサの神ホルスと同一視された。王はホルスの現世での化身と見なされ、生きている間はホルスの称号を帯び、死ぬと、この称号は後継者に引き継がれた。
幾つかの神々は、スコルピオンやナルメルの援軍として、初期のメイス・ヘッドやパレットに描かれている。これらの神々は、初期王朝時代以前から信仰されていた。
- ミン - コプトスやアクミームを信仰の中心とする、男根を持つ豊穣の神
- ウプワーウト（初期は戦争の神、後に死者の神になった） - 「道を開く者」という意味を持つアスユートの狼神
- アヌビス - 死者の神であり冥界の守護神である山犬の神
- トート - 書記と学問の守護神である月の神
- プタハ - 運命を司る神であり、また天地創造の神。初期王朝時代にメンフィスで崇拝された。常にこの神はミイラの姿で表されていたが、豊穣の神である聖牛アピスとして見られ、またソカル神との関係を通して、葬送の神ともされた。

初期王朝時代から出現した重要な女神には、
- ウアジェトとネクベト女神 - 南北両地域の守護神
- ネイト - 狩猟と戦争の女神
- セシャト - 文字の女神

などがいた。
第一王朝時代の頃には、すでにオシリスとイシスに対する信仰がエジプトに存在していた。

### セトとホルスの神話
セト信仰の中心は、統一前の時代、上エジプトの町、ヌベト（オンボス）であったらしい。この段階では、今知られているような悪神的性格は何も持っていない。
ホルスに関しては、エジプト統一直前には、南北両地域の住民がホルスを崇拝していた。後のトリノ・パピルスによると、ナルメル王以前の両地域の王たちは、「ホルスに従う者」と呼ばれ、最高神であるハヤブサの神を彼らの守護神としていた。
ホルス信仰が盛んになると、セト信仰は衰退していった。

### 宗教儀式
初期王朝時代やそれ以前は、部族長が土地の神々のために儀式を行った。しかし時代が進むにつれて、儀式を執り行うのは、王やその代理人である最高神官が神殿で儀式を行った。
初期王朝前半には、王や貴族の埋葬の際に、来世で主に付き添い仕えるよう、女性や召使いが主と共に埋められたことが資料から明らかにされている。こうした習慣は、初期王朝時代に小像や模型を墓に入れる習慣へと徐々に変化していった。身分によって埋葬に違いが見られるようになったのも、この頃である（マスタバ墳の出現）。
ジェル王の治世に、この殉葬の習慣は頂点を迎え、その後収束へ向かった。第1王朝の終わりまでに、召使いの殉葬は無くなったと思われるが、南部ではなおも、この習慣が残った。しかし第2王朝時代になると、南部からもこの習慣は完全に消失した。
古王朝時代に編集され、書き下ろされたピラミッド・テキストには、より古い時代の思想と習慣を表している文章があり、初期王朝時代に食人が行われていた可能性を示している。
一例としては、ピラミッド・テキストの273-4章に見られる。
```
彼らの魔力を食らい、気高さを飲み込むものは、彼（すなわち王）
彼らの内で大きいものは、王の朝食のために。中ぐらいのものは、王の夕食のために。そして、小さいものは、王の夜食のために。
彼らの中の老人と老婆は、王の蒸香のために。彼らが最年長の者の大腿部を入れた鍋に、火を付けるは、北天に座す偉大なるものたち
```

### ラー信仰
太陽神ラーに関する信仰は、先王朝時代後半にエジプトで確立していた可能性がある。元々イウヌゥの町（後のヘリオポリス）には、アトゥム神の信仰があったが、ラーが取って代わり、第2王朝時代まで王家の神ホルスと結びついていた王が「ラーの息子」という称号を持つようになるまでに、ラー信仰は発展していった。さらに、中央に点を持つ円として表現される太陽の象徴は、先王朝時代後半に出現する。
ラー信仰が発展していくと同時に、王の力は弱まり、逆に神官たちの力が増大した。その関係は、政治にまで現れており、第5王朝時代になると、王位に就くためには、ラーの神官たちの介入や積極的な支持が必要となった。

## エジプト古王国時代（第3 - 6王朝）
この時代から、ピラミッドの建設が始まり、古王国時代の初めまでに「王だけが永遠なる生命を受けて天空を運行して暮らすことができる」という思想が確立した。
階段ピラミッドは、後の真正ピラミッドとは構造が異なり、太陽神崇拝ではなく、初期の星辰崇拝と関連しているとの説もある。実際、ピラミッド・テキストの中に、星辰崇拝に関連するらしい呪文がいくつか発見されている。また、階段ピラミッドの中の葬祭殿の位置は北側にあったが、真正ピラミッドは登ってくる太陽を迎えるように東側に変っている。
またピラミッドの近くには町があり、王のための神殿で葬送の祈りを行なう神官たちが住まうようになっていた。これらの人々やその家族は税を免除され、王から与えられた農地によって生計を立てていた。
何故なら、死者は死後も食料や飲み物が必要と考えられていたために、墓に供物を捧げることが必要不可欠な要素だと考えられていたからである。
こうした供物の費用もまた、王の財力で賄われていた。この地域全体は、王家の財力を急激に消費し、その組織と維持に深刻な問題を投げかけたため、大きさや設計において独特なこの複合体は決して完成されることはなく、第5、6王朝になるとこの構想の純粋さは失われ、元からあった墓の間に、死者の町の役人や葬送儀礼を行なった神官たちのマスタバ墳が建てられた。
第26王朝になると、アル・ギーザのピラミッドの付近には特別な恵みがあるとの信仰から、他の者たちが、この地に墓を造営するようになり、アル・ギーザの複合体は更に複雑なものとなっていった。

### ミイラと開口の儀式
クフ王が建設したピラミッドの一つから、王妃の墓が発見された。その中には王妃の遺体はなかったものの、木箱の中から保存されていたミイラ化した王妃の内臓を発見した。このことから、第4王朝には、少なくとも王家の人々の間では、内臓を摘出し、乾燥を促すというミイラ作りが発達していたことが明らかとなった。
今日、ミイラ作りとして知られている、化学的処方による遺体の保存は、明らかに古王国時代の初期になって、初めて導入されたものである。しかし、ミイラ作りは、最初、王家の人々に対してだけ行なわれたものであり、貴族たちは、初期王朝時代の王族たちの慣習に従って、堅い詰物や包帯で遺体の形を保存する方法を採っていた。
残念ながら、古代エジプトの文字資料の中には、ミイラ作りの技術に関する記録はない。ミイラ作りに関する最も完全な記録は、二人のギリシャの歴史家の著作の中に見出すことができる。ひとつは、紀元前5世紀のヘロドトスのもので、もうひとつは、それから約400年後に本を著わしたディオドロス・シクルスのものである。

ミイラができ上がると、その遺体、あるいはそれに代わる像に対して、「開口の儀式」として知られる儀式を行なわなければならなかった。この儀式は、王族以外の人々に対しても行なわれるようになった。古代エジプト人は、この儀式により、遺体(あるいは保か壁の浮き彫り)に生命力が再び宿り、生きている者と同じ活動ができるようになると信じていた。儀式では、まず香をたき、水を撒いてから、手斧でミイラあるいは像の口、手、足に触れ、死者の魂が再び体内に入り、供物を取ることができるようにした。
ピラミッドの中に一度入った葬送の行列に参加できるのは、葬儀に携わる神官たちと高位の役人だけであった。それは彼らが、最後の密儀を見るにふさわしい儀式的に十分に清らかな存在であると見なされていたからである。
葬送の儀式の最後の段階は、ピラミッドに隣接した葬祭殿の中で行なわれた。そこには、入口の広間、屋根のない中庭、像を納める五つの壁記、供物や日用品を納める倉庫、そして西壁には偽扉を持つ至聖所があった。ここにある低い祭壇の上に、神官たちは、王の魂のために日々の供物を捧げた。葬祭殿には、主要なふたつの機能があった。ひとつは、王の死後使用されることを目的とした供物を捧げる礼拝所としての機能であり、もうひとつは、王の葬儀に際して重要な儀式を執り行なう場所としての機能であった。ここで、遺体がピラミッドの内部の埋葬室に運び込まれる前に、古代の町であるサイスとブトとに結びついたふたつの埋葬の慣習が行なわれた。このように、ピラミッドは、外界から完全に遮断された聖城であって、中に入ることができるのは神官だけであった。
しかし、葬祭殿において王のために行なわれた「開口の儀式」は、貴族に対しても行なわれるようになり、ついには、華麗な葬儀を行なう財力のある者全てに対して行なわれるようになった。この儀式は、死者の体に生命力と五感とを取り戻すものであると信じられていたからである。

### ピラミッド・テキストの登場
第5王朝や、それに続く時代の王たちの墓は、前の時代に比べて、質が落ちることとなった。そのため彼らは天界へ入るために呪力に頼ることが多くなった。「ピラミッド・テキスト」として知られる呪文が、ピラミッド内部の壁に初めて刻されるようになったのは、第5王朝になってからである。
また、このテキストの中で、古王国時代末にオシリス信仰が起こり、今に知られている冥界の神としての形が出来上がったことを見ることができる。
ピラミッド・テキストから発展したものが、後の時代にみられる。中王国時代には、テキストは、貴族たちの棺にも刻されていた(これは、今日、コフィン・テキストとして知られている)。そして、これらのテキストは、テーベの死者の書の基礎をなすものとなった。

### オシリス信仰の勃興
初期の時代には、王たちしか約束されていなかった死後の生命を、中王国時代になると貴族階級も手に入れることが可能となり、古王国時代の末になると、オシリスはラーを凌ぐ人気を博していた。人間の悲劇や苦悩を知っている神、そして善が悪に打ち勝つという神話は、広く人々の心を打つものだったからである。
それに反し、王家の保護の下で特権的な神官たちに支配されていた公的なラー信仰は、人々の心に直接働きかけるような魅力に欠けていた。
ピラミッド・テキストの中にオシリス信仰が取り入れられていることは、この神の重要性が増大してきたことを表わしているだけではなく、オシリス信仰が、公的に太陽信仰に取って代わりつつあった状況を示しているとも考えられるものの、両者同士それぞれを脅かす存在ではなかった。
それはオシリス信仰にかかわる要素が、ラーの強力な支持者であった第3王朝の王たちのピラミッドに初めて記されていることから見ても明らかである。
また、これらの信仰は幾つかの重要な特徴を共有している。たとえば、両神とも死後の生命を約束していた。太陽信仰は、夜を冥界で過ごした後、地平線から昇って来る太陽の日々の復活に象徴されるものである。これに対して、オシリスの死と復活は、ナイル川の氾濫によって乾いた大地から毎年再生して来る新しい植物の成長に反映されている。
ラーは、王の死後の生命と深く結びついていたが、オシリスを通して得られる復活は、後の時代になると広く一般の人々のものとなった。しかし、両神ともに、生、死、そして再生は回帰するものであり、それは自然の中に反映されているという基本的な古代エジプトの思想を象徴するものである。
しかし結果的には、この両神は非常に異なる役割を持つようになった。ラーはヘリオポリスの神官たちと結びついた王家の神として残り、生者の神として見られた。これに対して、オシリスは、いくつかの信仰の中心地を持ってはいたが、エジプト全土の人々を受け入れる用意のある死者の神として見られるようになった。オシリスがこのように人気があった理由のひとつとして、日々の生活に影響力を持つ地方の神々を信仰している者でも、こうした地方神とは別にオシリスを葬送の神として、信仰することができたということがある。
ピラミッド・テキストの中では、ラーとオシリスとの直接の対立は見られないと考えられる。しかし、オシリス信仰がこの中に取り入れられたことは、ラーやその神官たちによって、自分たちの神性に影を落とされた王たちのひそかな願いを反映していると思われる。
なぜなら、その葬送のテキストの中にオシリス信仰の要素を取り入れることによって、王はラーの息子であるばかりでなく、オシリスとイシスとの息子であるホルスの化身としてこの地上を支配し、さらには、死後オシリスとなって冥界の神や裁判官として君臨することができたからである。こうして、ラーは、天における最高神として君臨し続けはしたが、その他の場所では、王が絶対的な力を維持することができたのである。
古王国時代に形成されたと思われる古代エジプト人の人間性に対する概念には、様々な要素がある。

### カー神官の出現
墓に食べ物や飲み物などの供物を供えることは、死者の後継ぎ、および子孫の義務であるが、幾世代も経つと、この義務を行なうことは、次第に困難になっていった。そして、しばしば墓は放置され、カーは飢餓に脅かされた。そこで供物を捧げる次のような方法が考案され実施されるようになったが、これは、死者の安泰のために供物がいかに重要なものと考えられていたかを示している。
その方法とはすなわち墓の礼拝所の中にある平らな祭壇の上に日々の供物を置き、必要な祈りを唱えるため、カー神官が雇われるという新たな慣習が導入されたのである。被葬者あるいは王の土地の一部が、神官に委託され、その土地で収穫された作物は墓に捧げる供物となったばかりでなく、この役目を永遠に任せられたと考えられていた神官や、その子孫の生計も賄われていた。しかし、二世代も経つと、神官もその義務を怠るようになったために、またも、供物を捧げるための新たな方法を考案しなければならなかった。
そこで考案された方法が、墓に壁画を描き、呪力により、被葬者に十分な食糧を確保し、その家族やカー神官に依存しなくて済むようにしたことである。実際、収穫や屠殺、ビール作り、あるいはパン作りなどの様子が描かれていた。また、供物リストは一定の様式をもって記され、被葬者に豊かな食糧を約束していた。供物リストの横に、うず高く食べ物が積まれたテーブルの前に座る被葬者の姿がしばしば描かれている。
第4王朝になると、先に述べた死者へ捧げる供物の供給を担う町などが増え、またカー神官の出現に伴い、そのカー神官、また貴族も免税特権を持つことにより、王の税収は激減した。結果、王家の財力は衰退し、第4王朝以後、貴族が力を持ち始めた。
追い打ちをかけるように、太陽神ラー信仰が勢いを得て、王の絶対的支配とその神性に影を落とした。ラーは王家の守護神となり、国家の神となった。
本来、貴族と葬送建造物に対して与えられていた基金や免税の特権は、太陽神殿にも与えられるようになり、神官の富は増大し、彼らの力は強大なものへと変わっていった。
彼らの台頭は、王権を弱めることとなり、第5王朝になると、王はラーに従属するものとして、以前は神と同等の力を持っていた王に、「ラーの息子」という従属的な称号と役割を持たせるようにした。
そのことは王の血縁が占めていた行政組織の高位の位置を、貴族が占め、世襲制になっていった様相から見て取れることができる。

## エジプト第一中間期（第7 - 10王朝）と中王国時代（第11 - 12王朝）
この時代の著作で、「人生に疲れた者のその魂との論争」という有名なものが残されている。この作品に見られる、自殺という概念は、以前のエジプト人の思想から遠く離れたものであった。この作品と同じく、「予言者の訓戒」と呼ばれる書があり、その内容から、忘却としての死を歓迎するようになったことが窺える。死後も現在と同じ生命の喜びを長引かせたい、と願っていた思想から、忘却を願うほど、時代の変化が宗教観に影響を与えるほどの混乱が国内で発生し、各地で支配者間の争いが起こった。
富める者が財を失い、貧しい者が財を得る混乱と崩壊が起こり、王権も以前ほどの力がなくなった後、王のものとされていた宗教及び、葬送に関する信仰や習慣が、叙々に大衆化していった。
最初に大貴族が死後の生命を望むようになり、次に一般大衆も王の寵愛にすがることなく死後の生活を期待できるようになった。すなわち、オシリスを信仰し、正しい儀式や埋葬の手順を踏むことにより、死後の世界が大衆にも開かれたのである。
この葬送思想の変換は、他の神々とは比較できないほど人気のあったオシリス信仰と密接に結びついている。
また、内臓を保存する容器である「カノプス壺」が、中級階級の人々の間で次第に広まっていったのもこの時代である。

第7王朝から続いた混乱も、第11王朝時代の再統一によって、エジプトは再び安定した。王墓としてのピラミッド建設も再開した。
それと共に、第11、12王朝の王たちはそれぞれ、以前は地方神にすぎなかった神々の地位を向上させた。全能の神ラーに対する信仰は、オシリス信仰や、新たな支配者たちにとって重要な神々に対する信仰に座を奪われた。第11王朝のテーベの支配者たちは、彼らの地方神であるハヤブサの頭を持つ戦いの神、メンチュウを国家神とした。
第12王朝では、アメンエムハト1世がテーベの一地方神であったアメンを王朝の守護神として、アメンに対する信仰を強調した。この時代にはテーベのカルナックにあるアメン神殿が宗教的中心地として発展し、後にエジプト最大の神殿となった。
他の神々もまた忘れ去られたわけではない。第12王朝の王たちにより、メンフィスのプタハ神殿やヘリオポリスのラー・アトゥム神殿、コプトスのミン神殿、アビュドスのオシリス神殿などの建築が続けられた。
センウセレト3世の治世において中心的な財務官であったイケルネフェルトは、オシリス信仰を再編し、神殿に品々を供えるためにアビュドスに派遣された。彼は、オシリスの生と死を記念するために神官たちが演ずる神秘劇に、どのようにして自らが参加したかを述べている。こうした劇は、アビュドスにおいて第12王朝以降、毎年上演され、氾濫期の最後の月の祭礼の一部をなしていた。これは、神官たちだけでなく、多くの一般の人々にとって大変楽しい祭礼であり、アビュドスにおけるこの神の復活劇に参加するため、人々は遠隔地からやって来た。
こうした巡礼者たちは、この祭礼で重要な役割を演ずる神の名に因んで、「トートに従うたち」として知られていた。彼らは、神殿の外で行なわれた幾つかの祭礼を見ることができた。しかし、オシリスと彼に従う者たちの復活を約束する最も神聖な儀式は、神殿の奥で神官たちによってひそかに行なわれた。ナイル川の氾濫と植物の再生は、オシリスと死んでオシリスとなった王たちの勝利を象徴していた。

アビュドスは、オシリス信仰における独自の地位を占めるようになる。アビュドスは巡礼の中心地であり、人々は、そこに埋葬されるために、あるいは、故郷で埋葬される前にアビュドスまでミイラを送るというような特別な手段を講じた。このような費用を負担できない者たちは、アビュドスにステラを奉納したり、自分の墓の中に舟を副葬して、死後、この聖なる町へ行けるようにした。この地には、昔から多くの王たちが埋葬され、初期王朝時代の王たちのために多くの儀式が執り行なわれた。しかし、最も重要なのは、アビュドスにオシリスの遺体が埋葬されたという信仰である。
そのため、何らかの形でアビュドスと縁を持つことが望ましいこととされた。神の復活に参与することは、自らの再生を助けることと考えられたからである。こうしてオシリスは王に代わって永遠性の象徴となり、富や地位にかかわりなく、全ての人々に永遠なる生命を得る機会を与える神となり、オシリス信仰が広く一般に人気を博することとなった。
人が死後、彼の王国である冥界に受け入れられるためには、まず正しい埋葬の手続を踏み供物を用意しなければならなかったが、神の裁きを無事通過することが、一層、重要なこととなった。

### 冥界の裁判
この時代になると、古代エジプト人たちは、死後、オシリス自身が経験したと同様に、42の神々から成る裁判官たちの前で裁きを受けなければならないと信じるようになる。そこでは、トートに弁護されて罪の否定告白をすることにより、死者は魂の潔白を証明するものと考えられ、また、裁判官一人ひとりの名を呼び、生前に大罪を犯していないことを宣言した。時には、魔法や呪文の力によって、死者は神々を欺くこともできた。しかし、裁判の後半において、死者は、さらに別の試練を受けねばならなかった。学問と文字の神であるトートや真実の女神マアト、ミイラ作りの神アヌビスの面前で、死者は大きな天秤のところに立たされた。片方の皿には真実を象徴する羽根が載せられ、もう一方には（知性と感情の宿る）死者の心臓が載せられた。運命の女神が死者の人柄について証言し、トートがその記録をつけた。もし潔白が証明されれば、天秤の上の心臓と羽根とは平衡を保ち、トートが死者の無罪を宣告した。
その結果、判決は神々によって受け入れられ、死者とその魂は、オシリスの君臨する冥界で生き続けることができた。第11王朝以降、死者の名前の後に「声正しき者」あるいは「公正な者」といった言葉が添えられるようになったが、これは裁判が無事行なわれたことを示すものであった。また中王国時代を通じて、全ての死者の名前の前に「オシリス」の名が冠されたが、こうした称号は元来の宗教的意味合いを失い、単に「死者」を表わすだけのものとなった。
裁判が成功するということは、罪人を待ち受ける恐ろしい運命から免れることでもあった。一方、永遠なる生命を得る資格がないと見なされた者の心臓は、いろいろな動物の部分を組み合わせた架空の動物の前に投げ出された。この動物が、天秤の傍らで獲物を待ってうずくまっている場面がパピルスに描かれている。

一般的に、魔法や呪文の知識が冥界へ入る助けとなるという考え方が受け入れられていたものの、永遠なる生命を得るためには倫理的に潔白でなければならないという前提条件が次第に強調されるようになり、ごく普通の一般市民もオシリスを信仰し、この世で罪を犯していない限りは、永遠なる生命を得ることが期待できるようになった。どんなに貧しい者も、立派な墓や副葬品を用意することができない者でも入ることができるとされた。
冥界は、西の地平線の下とか、あるいは幾つかの島々の上の緑豊かな土地にあるとされていた。「華の野原」と呼ばれたこの天国には永遠の春があり、豊かな実りが約束されていた。ここで死者は、何の痛みも苦しみもなく、生前と同じように楽しく毎日を過ごすことができた。また、オシリス神の君臨する黄泉の国は、基本的に民主的な社会構造を持つ場所で、富める者も貧しい者も同じように耕作地を与えられていた。
富裕な貴族や生活の向上を願う中流階級の人々にとっては、この考えは受け入れられないものだったらしく、富裕な者たちは、自分たちの望む第二の生を受けるために、豪華な墓とその副葬品（第9～10王朝時代に導入された、自らの代わりに仕事をする小像「ウシャブティ」）を用意し、オシリスの王国における厳しい農作業を免れようとした。

### コフィン・テキスト
貴族たちの棺に碑文や供物の絵が描かれていることもあり、これらを「コフィン・テキスト」と呼ぶ。コフィン・テキストの碑文は、古王国時代のピラミッドに記されていた碑文から取ったもので、この時代には王族以外の者にも使用されるようになった。これらの碑文は、明確に死を否定し生を肯定し、死者が、この世から次の世へ行く間に待ち受けている、あらゆる困難をも克服できるように呪文が記されている。
こうした呪文の中には、新たに加えられたものもあり、長方形の棺にヒエログリフの草書体で記されている。コフィン・テキストは、古王国時代に限られているが、第26王朝の短期間に1度復活した。

## エジプト第2中間期（第13- 17王朝）
第14王朝時代にエジプトに侵入したヒクソスは、エジプトにいる神々の中からセトを自らの神として選び出した。このセトは、オシリスとホルスの神話における悪の神としての性格を持つものではなく、ヒクソスたち西アジア系の神の性格を持つものであった。
また、シリア地方のバアルが崇拝されていた痕跡も残されている。このバアルはセトと関連付けられ、第14王朝時代にはセトが新しい首都アヴァリスの主神、信仰の中心地となった。このセトはヒクソスが崇拝した神であり、何らかの関連があるのは確実であると思われる。この時代には恐らく西アジア系の血筋を持つ王も存在している。
ヒクソスたちは、セトを自らの神として選んだものの、古い王家の神であったラーの保護をも求めた。彼らが、エジプト人たちに新しく、あるいは無理な宗教信仰を強制した形跡は見当たらない。
その後、ヒクソスの支配から脱却した古代エジプト人から、新しい信仰が勃興した。

## エジプト新王国時代（第18 - 20王朝）
テーベの州侯たちは、外国人を打破することができたのは、彼らが第12王朝時代から信仰していたテーベの地方神アメンの力によるものであると考えていた。
アメンがテーベにもたらされたのは第1中間期になってからのことである。しかし第12王朝時代には、メンチュウに代わって偉大な国家神となった。

### アメン信仰
アメンは、ヒクソスの放逐と、それに続くシリアにおける軍事的勝利をもたらした神として崇拝された。テーベの人々が、自らの神である大気の神であるアメンと、ラーを一体化した結果、有名なアメン・ラーが誕生した。
これ以降、アメンは太陽神としての属性を帯びるようになり、太陽神神話や王家の守護神としての役割を自分のものとするようになった。結果、一地方神であったアメンは、より広大な力を持つようになり、太陽神としての性格が重要視されるようになった。
アメン・ラーは、最初、主として戦いの神として見られていたが、シリアにおけるエジプト勢力の優位が確立した第18王朝の中頃になると、この神には別の役割が与えられるようになる。それは、エジプトおよびその支配下にある地域の全ての人々の創造神、あるいは支配者としての性格を強調したものである。こうしてテーベのアメン・ラーの神官たちはテーベを創造の地として信仰の中心地にまで高め、以前からあった別の創造神話を副次的なものとした。
テーベの創造神話によって、アメン・ラーは王家の守護神となり、王がエジプトを支配する正当性の後ろ楯となった。そしてこの神の信仰の中心地であるテーベは、エジプトで最も重要な都市となった。信仰の中心地であるばかりでなく、王宮の存在する町であり、また、この偉大な王国の政治上の首都でもあったからである。そして、王たちは、この地に埋葬されるようになった。

### アメン・ラー神官
アメン・ラーの神殿がエジプト全土に新たに造営されるようになり、新しい信仰の中心地においては、アメン・ラーが古い神々を追放して優位に立った。しかし、アメン・ラーの神官たちが宗教の分野ばかりでなく、政治や経済の分野においても大きな影響力を持つに至ったのは、カルナクの巨大なアメン・ラー神殿があるテーベにおいてであった。
神官たちは、ラーやプタハといった重要な神々の称号を帯びるようになり、他の神々の信仰を監督する権利を主張した。神官の富や影響力が増大した背景には、新王国時代初期のこの神に対する王家の政策があった。
この頃のエジプトは、南はヌビアから北はユーフラテス川流域にまで拡大し、テーベの王は近東における最強の支配者となった。領地拡大の戦闘によって戦利品や捕虜を連れ帰り、他の小国家の支配者からファラオに贈られた品々によってその富は増大した。王たちはヒクソスを追放し、王家の系譜を確立してくれたアメン・ラーに対する感謝の念を忘れることはなかった。そのため、彼らは第18王朝の前半を通じてカルナクのアメン大神殿に多額の寄進を行ない、神殿やその神官には広大な領地を与え、アメン・ラーに奉仕するために神殿には資材や戦争捕虜を供給した。
しかしながら、第18王朝末期になると、この政策は失敗し、王と神官との関係は緊張したものとなった。古王国時代と同様に、国家神に対する王の寛大さゆえに、神官がその富や権力において王と競い合うという状況を作り出したのである。強力な王の場合には神官の要求をはねのけることも可能であったが、王位継承の際に問題が生じたような場合には、王の父としての神の役割を持つ神官たちが特定継承者を選び、支援するという強い力を有することとなったからである。新王国時代には、王がアメン・ラーと人間の王妃との間に生まれた子供であるとする考え方が定着し、「偉大なる王の妻」が王位継承において重要な役割を果たした。
「偉大なる王の妻」と結婚することは、他のライバルを蹴落として王位につくことを意味し、その結果しばしば王家の内部で妻の子供たちによって王位をめぐる内紛が起こった。
アメンホテプ4世のアマルナ革命は、こうした神官と王の関係が原因だった、と推測される要因となっている。

### カルナクのアメン・ラー神殿とルクソール神殿
アメン（アメン・ラー）の神殿として知られているカルナクの建物群は、造営は第12王朝時代に開始された。
この神殿群の内部には、ムトやコンス、プタハおよびメンチュウなどの神々に捧げられた神殿も造営されている。これらの神殿は、もともと別々の聖域であったが、これらの神々がアメン・ラーの三神群を形成するものであったためか、あるいはまた、その地方的重要性がテーベにおけるアメン・ラーの優位を脅かすものと考えられたために、アメン・ラー神殿群の一部に取り入れられ、アメン神官団の監督下に置かれる結果となった。
アメンやムト、コンスなどに捧げられたカルナクの神殿と南側にある別の神殿との間は、祭礼の行列が通る参道で結ばれていた。今日、ルクソール神殿として知られているこの神殿は、古代には「南のハーレム」と呼ばれていた。これは、この神殿がアメンの妻であるムトの住み家と考えられていたためである。
アメンは、年に一度、この神殿に住むムトのもとを訪れた。この時、神官たちはアメンの像をカルナクからルクソールまで運んだ。この行列は、オペトの大祭と呼ばれている。
この大祭の様子はルクソール神殿の壁面に描かれている。この行列は、黄金の聖舟に載せられたアメンの像を南のハーレムであるルクソール神殿へと運んだ。ここで24日間、アメンは妻と過ごした後、その像はカルナクにある元の住居へと再び戻された。

## その後

「アンク」。ケメティズムの主要なシンボルの一つ。

古代エジプトの宗教は、ギリシャ・ローマ時代においては廃絶や崩壊などという危機に陥ることはなかった。皇帝アウグストゥスは新しい神殿をアエギュプトゥス属州に建て、エジプトの既存の神殿を修復したり、後の皇帝もアウグストゥスよりも小さい規模ではあるが同種の庇護を行った。しかし、ネルウァ＝アントニヌス朝の皇帝がエジプトの宗教に対して寄進を行い、庇護したのを最後に衰退する。その後の皇帝たちも寄進をしなかったわけではなかったが、軍人皇帝時代（3世紀の危機）とドミナートゥス時代以降は皇帝たちの宗教に対する庇護も薄れた。しかし、最終的に古代エジプトの宗教の破滅を招いたのは、アエギュプトゥス属州におけるキリスト教の出現とその浸透であった。
キリスト教は非キリスト教（異教）を徹底的に排除し、抑圧した。古代からの宗教の最終的な破壊は、「悪魔を根絶する」という意図で異教徒を徹底的に攻撃、抑圧、そして最終的には断絶させたキリスト教の司祭、司教、僧侶らに起因している。423年には大規模な騒動があった。6世紀の東ローマ皇帝ユスティニアヌス1世は熱心なキリスト者であり、異教徒を迫害した。
その後、神殿が荒廃し、エジプト全土の宗教構造が変化するにつれ古代からの宗教は徐々に消え去った。また、この時代では古代のファラオ達によって建設された神殿は荒れるに任され、その存在も忘れ去られていく。また、一部の村落において存続していた儀式などの行事を大いに排除した。古代エジプトの宗教は今では一部の習俗に名残を留めるのみとなっており、エジプト語に至ってはナイル川デルタの隔絶された地域にある村落に僅かに母語話者が残るのみとなっている。
古代からの宗教の最後の砦の一つであるコプト語は、キリスト教化と後のイスラーム化を生き延び、後期エジプト語の遺風を残した。コプト語は、後にエジプト学者にエジプト語の音源に関する重要な洞察を与えたと考えられている。
しかし、古代後期には、エジプトの宗教の影響は他の宗教にも現れた。ギリシャ人とローマ人はエジプトをエキゾチックで神秘的なものとみなし、エジプトとその宗教に対するこの魅力は地中海周辺の拡散にいくらかつながった。イシスやベスのような神々は地中海の交易によって他地域にも広がりを見せ、地中海一帯はもちろん、ブリタニアにおいてもイシスの信仰の痕跡は確認されている。
また、古代エジプトの宗教への関心は、1970年代に出現した現在のケメティズムとして知られている。一般的にケメティズムの信者は、マート、バステト、アヌビス、セクメト、トートなどを崇拝している。

## その他分野における宗教の役割

### 教育における宗教の役割
神殿は古代エジプトにおける高等教育の中心でもあった。神官たちの中には、礼拝や天文学、占星術、夢占い、地理学、音楽、歴史学、幾何学などの分野における知識や特殊技能を持っている者もおり、生徒たちは神殿に送られ、そこで薬学や法律、建築そして書記となるための必要技能などを習得した。

### 法律における宗教の役割
宗教思想および慣習は、古代エジプト人の生活全般に浸透していた。宗教と国家は分離されておらず、神々は王権や法律を含む政治組織の全面にわたって、その確立と存続とに責任を負っていた。他の古代文明と比べて、エジプトの法律に関する資料は極めて少ない。しかし、それが宗教思想によって支配されていたことは明らかである。
社会におけるあらゆる教義と同様に、法律もまた「最初の時」に神から人間の手に下されたものであると信じられていた。法は、真実と正義の概念を支配し、全宇宙とそこに生活する人々の秩序と平衡とを保つマアトが具現化したものである。だから、法を支配していた王もマアトに従わねばならず、王の代理として法廷の長であった宰相は、マアトの高級神官でもあった。

### 医術における宗教の役割
病人の治療、看護もまたある程度、魔術や宗教原理に基づいていた。医療は、患者の観察や解剖学の知識、および病気に対する一般的な経験に基づく客観的で科学的な方法と、魔術に頼る方法との双方を総合したものであった。
人間は誰でも健康に生まれてくるものであり、それゆえ、全ての病気には原因があるとされていた。この原因は、外から目で見てわかるもの、すなわち薬の投与によって治せるものと、内側に隠れた原因を持つものとに二分され、後者の原因は、悪魔であると考えられていた。死者の悪意のためとか、神が下した罰、あるいは敵の呪いなどである。このような場合には、「悪魔」を追い出すために、呪文や祈りに加えて、祈蕎師が小さな人形の前でさまざまな行為や振りをする儀式が行なわれるなど、あらゆる手段が用いられた。初期には、部族の長が人々のためにこの魔術を行なった。
後世になると王もまた特別な魔法の力を有するものと考えられたが、次第にこうした魔力は神官に託されるようになり、彼らは試行錯誤の結果、治療を求める患者に対して合理的な治療の方法を用意する能力を備えていった。
医学の様々な領域に対しては、様々な神々が力を持っており、この中でも最も重要な神の一柱にセクメトがいた。この女神は、疫病をもたらすライオンの女神で、セクメトに祈ることによって病気を取り除くことができると考えられていた。トキの頭を持った書記と学問の神であるトートは、治癒の方法を考案する神として崇拝されていた。
また夫であるオシリスの体を元に戻したイシスは魔術師たちの守護神として崇められていた。ホルスとアメンは、眼科医の神。また地位は低いが人気があった家の女神タウレトは安産の神とされていた。サッカーラの階段ピラミッドの設計者で、ジセル王の医師でもあったと見られるイムホテプは、後世その病気を治す力により神格化され、ギリシャの医学の神アスクレピウスと同一視されていた。
神官であり医師でもあった人々は、最初は患者とセクメトとの間を仲介するだけで、純粋に宗教上の役割しか果たしていなかった。しかし、彼らの医療技術は、患者を観察することにより次第に発達し、患者を実際に治療できるまでになった。彼らはウアブ神官として知られ、神殿で働き、医師階級の頂点に位置していた。彼らの医学の訓練に関しては、ほとんどわかっていない。しかし、医療の中心機関としての名声を得るようになった神殿もいくつかある。
プトレマイオス朝時代には、ダンダーラやメンフィス、ディール・アル・バフリーなどの神殿が、病人の治療を行なうことで有名となり、特に精神的あるいは情緒的問題を抱える者の治療に優れているとされていた。
タンダーラにおいては、神殿付近の建物がサナトリウムの機能を果たしており、患者は、奇跡的ともいえる治療を待つ間、ここに滞在することができた。彼らは神に祈り、自らが抱えている問題を解決するために神託が下されるのを待っていた。

### 家の神々と個人の信仰
平民は、神殿における神々の役割について漠然とは知っていただろうが、大祭を楽しむ他には、彼らと神々との接触は最小限のものであった。むしろ彼らは、祈りや個人の願いごとを「家の神々」と呼ばれる身近な神々に捧げていた。神殿を持たず、各家庭にあった小さな祭壇に祭られていたこれらの神々は日常の出来事に関する願いごとや相談の対象であり、社会の全ての階層にわたって幅広く信仰されていた。
中でも、最も人気があったのはベスとダウレトであった。ベスは、醜い小人の姿をした、愛や結婚、踊り、そして喜びの神であった。またタウレトは、妊娠して腹の大きいカバの立ち姿をしており、多産と安産の女神として全ての階層の女性の出産を助ける役割をしていた。
テーベに近い職人の町であるデル・エル・メディーナ（ディール・アル・マディーナ）では、アメン・ラーは国家神としてではなく、貧しき者や困っている者たちを守る個人の神として崇拝されていた。ここの人神が身につけていたスカラベに刻された銘から、アメン・ラーが彼らの個人的な友であるとともに、生命と救いを与える守護神であり、また寂しき者を支える神でもあったことが判明している。
このようにアメン・ラーが、富裕な者ではなく貧しき者たちの守護神であり、圧政者から弱き者や恐れる者を救う神であったことが、祈りの言葉の中にも強調されている。また、珍しいことに、デル・エル・メディーナでは、王家の谷に最初の王墓を造営し、職人の町を築いたアメンホテプ1世が神格化され、崇拝された。
古代エジプトでは、王や個人が神格化され、個人的な信仰を受けることは極めて珍しい。

## 古代エジプトと周辺の国々における宗教関係
初期の古代エジプト時代、三つの地域と交流を持っていた。その一つがリビアである。リビアには、砂漠の神と呼ばれるアシュがおり、この神は初期時代のエジプトでセトと同一視されて言及されている。
二つ目の地域がヌビアであり、ヌビアの土着の神々とは別に、古代エジプトの神々も信仰されていた。また幾人かのエジプトのファラオは神格化され信仰された。
神格化された王たちは、センウセレト3世やアメンホテプ3世、ラメセス2世などが含まれており、ラメセス2世は、ラー・ホルアクティ神に捧げた神殿をアブ・シンベルに建てている。
また、ヌビアの地方神であったデドゥンはエジプトに持ち込まれ、ホルスと結びつきエジプト人がヌビアに築いた要塞の守護神として崇拝された。
しかしヌビアから出たピアンキがエジプトを支配し、第25王朝を開くと、ヌビアの宗教思想や信仰をエジプトへ導入した。
三つ目の地域は北に隣接するパレスティナやフェニキア、シリアなどの国々である。この国々は先の二つの地域と異なり、植民地化されなかった。
これらの国々との接触は、中王国時代までに増大していき、新王国時代になると、エジプトは、これらの地域に対して大きな影響力を持つようになった。しかしながら、エジプトの行政組織によってその地域を支配しようとする試みはなく、土地の王たちが実際的な支配力を維持し続けた。また、これらの地域では、エジプトと接触した頃には既に人々は固有の社会的、政治的そして文化的組織を持っており、加えて他の主要な文明の思想や概念などの交差する場所でもあったため、エジプトの影響力も限られたものであった。
古代エジプト人は、彼らの国家神アメン・ラーの信仰をこの地域にも広め、人類の創造主としてのその役割を強調したが、他国の主要な神々もまた同じ地域を支配する大きな力と考えられていた。実際、ファラオはシリアに幾つかの神殿を造営したが、こうした神殿の多くが土地の神々に対して捧げられたものである。
何故なら、古代エジプト人は、征服した土地の神々を自らの体系に組み込むことにより、さらに大きな力を神々から得ることができると考えていたからである。そのため戦いの神とされるシリアの神々の幾つかは、エジプトの神々の体系に加えられ、エジプト人以外の人々にも崇拝されていたと思われる。
エジプト風の衣服を着けエジプト的性格を帯びるようになった神々は、異国生まれであることを巧みに隠し、急速にエジプトの社会の中に溶け込んでいった。メンフィスでは、バアルやアシュタルト、レシェフなどが崇拝されていた。そして、ホロンはアル・ギーザで、またアナトやアシュタルト、ホロン、そしてバアルとなったセトなどが、デルタ地帯のピ・ラメセスにおいて信仰された。バアーラートはファイユームにその信仰の中心地を持っており、またレシェフとカデシュとはデル・エル・メディーナで見ることができた。
しかしこうした異国の神々が、どういう形で信仰されていたかは明らかになっていない。
ステラでは、これらの神々はエジプトの神として呼びかけられ、彼らを祭った土地の神殿の設計にも、典型的なエジプトのものとの相違は見られない。また、神官の地位を表わす称号もエジプト風のものであった。他に、病いを癒す力なども崇拝された。病を癒す神の中でも代表的な例としては、アメンホテプ3世の歯痛を癒すことを願って、ミタンニ王国のトゥシュラッタ王がエジプトの宮廷にその像を贈ったニネヴェのイシュタールがある。
シリアのパンテオンの中にはエジプトの神は見当たらないものの、地方神の中にはエジプトの神を見ることができる。
シリアのアンク・タウイの地の主で、アシュケロンの集大なる首長あった「プタハ、彼の壁の南にあるもの」や「ハトホル、ビブロスの女主人」に捧げられたフェニキアのビブロスにある神殿、そしてガザにあったアメンに捧げられた神殿などがその例である。
しかしながら、シリアやパレスティナ地域の神殿で行なわれた宗教儀式には、エジプトの影響はほとんど見られない。
第18王朝末期にかけて、王家の間に盛んに婚姻による同盟が結ばれ、また、支配者階級の人々も使節や学者として交流する機会を多く持っていた。このことから、エジプトに新しい神々や思想といったものが導入されたと思われがちである。
しかし、シリアからの資料が僅かで不完全であり、宗教や文化の交流の規模を推測することは難しい。さらに、エジプトの神学に対し何らかの影響があったという証拠はほとんど見つかっていない。

### 新王国時代のミイラ作り
この時代に入ると、ミイラの製作技術にも進歩が見られた。この時代に、脳を摘出するさまざまな方法が考案され、脳を摘出した後の頭蓋骨内の空洞部にはマツヤニに浸した亜麻布が詰められていた。
第18王朝時代には内臓摘出のための腹部の切り口の位置が変化した。それに加え、新しい試みとして、皮膚の下に詰め物をすることが、アメンホテプ3世のミイラで最初に行われた。
第21王朝までには、皮膚の下に詰め物を施すこの方法は、上流階級の多くのミイラに使用され、生前の人物の特徴を再現しようと試みられた。顔の詰め物は、口から入れられ、しばしば義眼も暖め込まれた。また、かつらが死者の毛髪を覆っていた。顔面や体全体にも、（男性に対しては）赤褐色の顔料が、そして（女性に対しては）生前の色つやを再現するためにクリーム色の顔料が塗られることが多かった。

## 神話
現在は、古代エジプトの宗教を神話と同一視することもある。

### ヘリオポリスの創造神話
ラー神は、アトゥム神の特徴や性格の一部を取り入れて、ヘリオポリス神学による世界の創造神ラー・アトゥムとして崇拝されるようになり、神官たちは、そのさまざまな特徴を明確にしようとした。この神は、ケプリとも同一視され、太陽を押して運ぶ甲虫として表現された。
天地創造神話の中で最も有名で優勢であった ヘリオポリスの宇宙創造神話を通じて、ラー独自の強力な役割が強調されていった。ここでは、ラーと宇宙の神々や他の神々との関係が明確にされている。天空や大地、風、太陽、月そして星々といった自然の神々は、この神話の中で重要な役割を果たすが、宇宙神でない神々は、小さな役割を担っているにすぎない。この神話の主な資料はピラミッド・テキストである。
この神話は、ふたつの九柱神のグループについて語っている。ひとつは、大九柱神と呼ばれる、ラー・アトゥム、シュウ、テフネト、ゲブ、ヌゥト、オシリス、イシス、ネフティス、セトから成り、もうひとつは、ホルスの指導の下に弱小の神々によって構成される、小九柱神と呼ばれるものである。
この神話に対抗するように、メンフィスでは、神官たちが自らの神であるプタハをブンと同一視し、プタハを中心にして発展させた、メンフィス神学を作り上げた。また、ヘルモポリスの地が、ヘリオポリス神学とメンフィス神学に次ぐ第三の神学の中心となっていった。この地では、神話は互いに矛盾なくさまざまな形を取り、その地と主な神々の優勢を確立しようとした。
他にも、新王国時代のテーベの創造神話のような別の神々と結びついたあまり重要でない神話もあった。

### テーベの創造神話
新しい創造神話は、昔からの思想を取り入れたものではあったが、その中で特に大気の神である透明な全能の神アメンが人類の創造主であることを強調したものであった。全ての初期の創造神の姿を自らの中に取り込んだアメンは、原初の丘の卵から秘密裏に誕生したもので、その中から他の全ての神々と全宇宙が発生したとされる。
アメンの神話は、「神々の王」としての彼の役割を次のように強調している。他の全ての神々はアメンの化身に過ぎず彼はこれら全ての神々を支配する。アメンはその意志でどのような姿をも取ることができる。アメンの重要な性格の中には、ラーやミン、プタハなどとの結びつきを示すものがある。豊饒の象徴である雄ヒツジはアメン信仰を象徴する動物として見られ、また時にはアメンはガチョウの姿で表わされることもあった。
初期のヘルモポリスの創造神話の中では、アメンにはアマウネトという妻がいたが、今や偉大なる国家神となったアメンの妻はハゲワシの女神であるムトであり、そしてこの間にできた息子が月の神コンスであった。
このムトとコンスとは、カルナクにあるアメンの偉大な神殿複合体を共有し、聖なる三神群を形成していた。
テーベの創造神話は、アメン・ラーの重要性を確立するとともに、ヌンの大海から生じた原初の島がテーベにあったと主張し、この地でアメンが人類を創造したことを明らかにした。